# Язгулем
Язгуле́м (Мазардара, Обимазар; тадж. Язғулом) — река в Республике Таджикистан, правый приток Пянджа в Ванчском районе, на западе Горно-Бадахшанской автономной области.

## Гидрография
Длина — 80 км. Площадь водосбора — 1970 км². Количество рек протяжённостью менее 10 км расположенных в бассейне Язгулем — 77, их общая длина составляет 182 км. Средневзвешенная высота водосбора — 3920 м. Средний расход воды в нижнем течении — 36,2 м³/с. Коэффициент внутригодового стока — 2,07. Месяц с наибольшим стоком — июль. 56 % от годового стока приходится на период с июля по сентябрь. Тип питания — ледниково-снеговое.
Язгулем протекает по узкой долине и ущелью на протяжении 80 километров в направлении с северо-востока на юго-запад, между двумя горными хребтами: Ванчским на севере и Язгулемским на юге. До впадения реки Ракзоу на высоте 2677 м над уровнем моря, Язгулем носит название Мазардара. Берёт начало из ледников на северном склоне Язгулемского хребта в основном из Язгулемского ледника.
Среди находящихся в долине селений — Матраун, Бдун, Андербак и Джамак, в которых проживают в основном язгулямцы.
Согласно данным справочника «Ресурсы поверхностных вод СССР» (1971), Язгулем входит в первую группу рек с весенним лимитирующим сезоном. В таблице приведены следующие характеристики стока реки (место измерения посёлок Мотравн):
| Водность года | Месячный сток (%) | Месячный сток (%) | Месячный сток (%) | Месячный сток (%) | Месячный сток (%) | Месячный сток (%) | Месячный сток (%) | Месячный сток (%) | Месячный сток (%) | Месячный сток (%) | Месячный сток (%) | Месячный сток (%) | Сезонный сток (%) | Сезонный сток (%) | Сезонный сток (%) |
| Водность года | I                 | II                | III               | IV                | V                 | VI                | VII               | VIII              | IX                | X                 | XI                | XII               | Лето (V—IX)       | Осень-зима (X—II) | Весна (III—IV)!   |
| ------------- | ----------------- | ----------------- | ----------------- | ----------------- | ----------------- | ----------------- | ----------------- | ----------------- | ----------------- | ----------------- | ----------------- | ----------------- | ----------------- | ----------------- | ----------------- |
| Средний       | 2,6               | 2,5               | 2,5               | 3,3               | 6,4               | 15,0              | 24,8              | 20,6              | 11,2              | 5,0               | 3,5               | 2,7               | 78,0              | 16,2              | 5,8               |

### Комментарии
1. ↑  отношение величины стока за период июль-сентябрь к величине стока за период март-июнь